# Mount Royal National Park
Mount Royal National Park är en park i Australien. Den ligger i kommunen Singleton och delstaten New South Wales, i den sydöstra delen av landet, omkring 180 kilometer norr om delstatshuvudstaden Sydney. Mount Royal National Park ligger 605 meter över havet.
Runt Mount Royal National Park är det mycket glesbefolkat, med 4 invånare per kvadratkilometer.. Närmaste större samhälle är Lostock, omkring 18 kilometer sydost om Mount Royal National Park. 
I omgivningarna runt Mount Royal National Park växer i huvudsak städsegrön lövskog. Genomsnittlig årsnederbörd är 1 103 millimeter. Den regnigaste månaden är februari, med i genomsnitt 195 mm nederbörd, och den torraste är maj, med 39 mm nederbörd.